# Olympische Sommerspiele 1968/Teilnehmer (Brasilien)
| Gelbes Symbol für Goldmedaillen mit stilisierten Olympischen Ringen | Graues Symbol für Silbermedaillen mit stilisierten Olympischen Ringen | Braundes Symbol für Bronzemedaillen mit stilisierten Olympischen Ringen |
| ------------------------------------------------------------------- | --------------------------------------------------------------------- | ----------------------------------------------------------------------- |
| —                                                                   | 1                                                                     | 2                                                                       |

Brasilien nahm an den Olympischen Sommerspielen 1968 in Mexiko-Stadt mit einer Delegation von 76 Athleten (73 Männer und 3 Frauen) an 27 Wettkämpfen in 13 Sportarten teil. 
Die brasilianischen Sportler gewannen eine Silbermedaille und zwei Bronzemedaillen. Der Dreispringer Nelson Prudêncio sicherte sich die Silbermedaille, während der Boxer Servilio de Oliveira im Fliegengewicht ebenso Bronze gewann wie die Segler Reinaldo Conrad und Burkhard Cordes im Flying Dutchman. Fahnenträger bei der Eröffnungsfeier war der Wasserballspieler João Gonçalves Filho.

## Teilnehmer nach Sportarten

### Basketball
- 4. Platz
Sucar
Mosquito
Rosa Branca
Celso Scarpini
Hélio Rubens Garcia
Zé Geraldo
Edvar Simões
José Aparecido
Luiz Menon
Sérgio Macarrão
Bira
Wlamir Marques

### Boxen
- Servilio de Oliveira
Fliegengewicht: Bronze

- Expedito Alencar
Weltergewicht: im Achtelfinale ausgeschieden

### Fechten
Männer
- Carlos Couto
Degen: 25. Platz
Degen Mannschaft: in der 1. Runde ausgeschieden

- Arthur Ribeiro
Degen: in der 1. Runde ausgeschieden
Degen Mannschaft: in der 1. Runde ausgeschieden

- Darío Amaral
Degen: in der 1. Runde ausgeschieden
Degen Mannschaft: in der 1. Runde ausgeschieden

- José Maria Pereira
Degen Mannschaft: in der 1. Runde ausgeschieden

### Fußball
- in der Gruppenphase ausgeschieden
Getúlio
Miguel Ferreira
João Almeida
Jorge
Tião
Dutra
Manoel Maria
China
Fernando Ferretti
Moreno
Toninho
Cláudio Deodato
Plínio
Luiz Henrique
Arnaldo
Chance

### Gewichtheben
- Luiz de Almeida
Mittelgewicht: 13. Platz

### Leichtathletik
Männer
- Nelson Prudêncio
Dreisprung: Silber

Frauen
- Maria Cipriano
Hochsprung: 11. Platz

- Aída dos Santos
Fünfkampf: 20. Platz

### Reiten
- Lucia Faria
Springreiten: 12. Platz
Springreiten Mannschaft: 7. Platz

- Nelson Pessoa Filho
Springreiten: 16. Platz
Springreiten Mannschaft: 7. Platz

- José Fernandez
Springreiten: 33. Platz
Springreiten Mannschaft: 7. Platz

### Rudern
- Harri Klein
Doppel-Zweier: 7. Platz

- Edgard Gijsen
Doppel-Zweier: 7. Platz

### Schießen
- Durval Guimarães
Freie Pistole 50 m: 55. Platz
Kleinkalibergewehr liegend 50 m: 39. Platz

- Edmar de Salles
Kleinkalibergewehr Dreistellungskampf 50 m: 55. Platz
Kleinkalibergewehr liegend 50 m: 34. Platz

### Schwimmen
Männer
- José Roberto Aranha
100 m Freistil: im Vorlauf ausgeschieden
4-mal-100-Meter-Lagen-Staffel: im Vorlauf ausgeschieden

- César Filardi
100 m Rücken: im Vorlauf ausgeschieden
4-mal-100-Meter-Lagen-Staffel: im Vorlauf ausgeschieden

- José Sylvio Fiolo
100 m Brust: 4. Platz
200 m Brust: im Vorlauf ausgeschieden
4-mal-100-Meter-Lagen-Staffel: im Vorlauf ausgeschieden

- João Lima Neto
100 m Schmetterling: im Vorlauf ausgeschieden
4-mal-100-Meter-Lagen-Staffel: im Vorlauf ausgeschieden

### Segeln
- Jörg Bruder
Finn-Dinghy: 9. Platz

- Axel Preben-Schmidt
Star: 7. Platz

- Erik Preben-Schmidt
Star: 7. Platz

- Reinaldo Conrad
Flying Dutchman: Bronze

- Burkhard Cordes
Flying Dutchman: Bronze

### Volleyball
Männer
- 9. Platz
Antônio Carlos Moreno
Carlos Feitosa
Décio de Azevedo
Gerson Schuck
João Jens
Jorge Souza
José da Costa
Marco Antônio Volpi
Mário Dunlop
Paulo Peterle
Sérgio Pinheiro
Victor Borges

### Wasserball
- 13. Platz
Ivo Kesselring Carotini
Marc de Vicoso
Henrique Filellini
João Gonçalves Filho
Cláudio Lima
Aluísio Marsili
Arnaldo Marsili
Pedro Pinciroli Júnior
Alvaro Pires
Fernando Sandoval